# Rumours
Rumours (tạm dịch: Những tin đồn) là album phòng thu thứ 11 của ban nhạc rock người Anh-Mỹ Fleetwood Mac. Được chủ yếu thực hiện tại California trong năm 1976, album là sản phẩm hợp tác sản xuất của ban nhạc với Ken Caillat và Richard Dashut, và được phát hành vào ngày 4 tháng 2 năm 1977 bởi Warner Bros. Records. Album dễ dàng có được vị trí quán quân ở cả Billboard 200 lẫn UK Albums Chart, theo kèm là các đĩa đơn "Go Your Own Way", "The Chain", "Don't Stop", "Dreams" và "You Make Loving Fun". Đây chính là sản phẩm thành công nhất sự nghiệp ban nhạc, đặc biệt với việc giành Giải Grammy cho Album của năm vào năm 1978 và trở thành một trong số những album bán chạy nhất mọi thời đại với khoảng 45 triệu đĩa đã bán. Rumours cũng nhận được chứng chỉ Kim cương tại nhiều quốc gia, trong đó có Mỹ, Canada và Úc.
Ban nhạc thực tế muốn ngay lập tức tiếp tục những thành công từ album trước đó của họ là Fleetwood Mac (1975), song những rắc rối trong quan hệ cá nhân của từng thành viên đã cản trở quá trình thu âm bắt đầu. Quá trình thực hiện Rumours được đánh dấu bởi thái độ hợp tác cũng như đối đầu giữa các thành viên trong nhóm; và những câu chuyện của họ đã xuất hiện trong ca từ của mỗi ca khúc. Album mang nhiều ảnh hưởng lớn từ nhạc pop, sử dụng pha trộn các nhạc cụ mộc lẫn nhạc cụ điện. Công đoạn chỉnh âm cũng khiến việc phát hành Rumours bị trì hoãn, và cuối cùng được hoàn tất vào cuối năm 1976. Sau khi album được ra mắt vào năm 1977, Fleetwood Mac liền tiến hành một tour diễn vòng quanh thế giới.
Rumours hầu hết nhận được những đánh giá tích cực, đề cao chất lượng thu âm cũng như khả năng hòa âm với giọng ca của 3 ca sĩ hát chính. Album cũng là nguồn cảm hứng cho vô vàn những sản phẩm thu âm khác. Được coi là album thành công nhất của Fleetwood Mac, Rumours cũng có tên trong nhiều danh sách album xuất sắc nhất thập niên 1970 cũng như của mọi thời đại. Năm 2004, album được chỉnh âm và tái bản với 1 ca khúc bổ sung và CD bonus trong đó có những bản thu nháp từ quá trình thu âm gốc. 3 CD tái bản khác được hãng Warner Brothers phát hành sau đó vào năm 2013, bao gồm những bản thu nháp và bản thu trực tiếp của ban nhạc trong quá trình lưu diễn vào năm 1977.

## Hoàn cảnh ra đời
Tháng 7 năm 1975, album phòng thu cùng tên của Fleetwood Mac có được những thành công vang dội, và giành được vị trí quán quân vào năm 1976. Ca khúc nổi tiếng của album, "Rhiannon", được phát sóng rộng rãi qua các đài phát thanh. Vào thời điểm đó, đội hình của ban nhạc bao gồm ca sĩ và guitar Lindsey Buckingham, tay trống Mick Fleetwood, keyboard và ca sĩ Christine McVie, bass John McVie và ca sĩ Stevie Nicks. Sau 6 tháng đi tour không nghỉ, gia đình McVie tuyên bố ly thân, kết thúc cuộc hôn nhân kéo dài 8 năm. Bộ đôi chấm dứt mọi mối quan hệ về mặt xã hội và chỉ còn hợp tác trong công việc và âm nhạc. Cặp đôi Buckingham-Nicks, vốn gia nhập ban nhạc ngay trước album Fleetwood Mac năm 1975 sau khi tay guitar Bob Welch chia tay nhóm, có một mối quan hệ tình cảm phức tạp và thường xuyên đối đầu lẫn nhau. Bộ đôi này chỉ dừng tranh cãi khi cùng cộng tác trong âm nhạc. Mick Fleetwood thì có chuyện gia đình khi phát hiện ra người vợ Jenny có mối quan hệ ngoài luồng với người bạn thân của mình và cũng là cựu thành viên của ban nhạc, Bob Weston.
Báo chí đã khai thác những vấn đề cá nhân của các thành viên để viết bài. Christine McVie bị đồn phải nhập viện sau khi bị kiệt sức, còn Buckingham và Nicks được cho là bố mẹ của con gái Lucy của Fleetwood sau khi bộ đôi có bức ảnh chụp riêng với cô bé này. Nhiều tờ báo cũng dấy lên tin đồn sự trở lại của 3 thành viên Peter Green, Danny Kirwan và Jeremy Spencer nhân dịp tour diễn kỷ niệm 10 năm thành lập ban nhạc. Trước vô vàn tin đồn, ban nhạc vẫn quyết định giữ nguyên đội hình, cũng bởi một phần vì họ cũng không thể đạt tới thỏa thuận tan rã chính thức trước khi kỳ hạn thực hiện album mới đã tới trước mắt. Fleetwood nhớ lại rằng "sự hi sinh ghê gớm đầy xúc động" đã thúc đẩy tất cả trở nên chú tâm với công việc. Đầu năm 1976, Fleetwood Mac bắt đầu phác thảo những bản thu đầu tiên tại Florida. 2 thành viên sáng lập là Mick Fleetwood và John McVie quyết định không mời nhà sản xuất thành công của ban nhạc, Keith Olsen, vì họ muốn có những hiệu ứng nhẹ nhàng và có tính nhịp điệu hơn. Cuối cùng, cả hai đã tiến tới thành lập một công ty có tên Seedy Management nhằm quảng bá dự án của nhóm.

## Thu âm

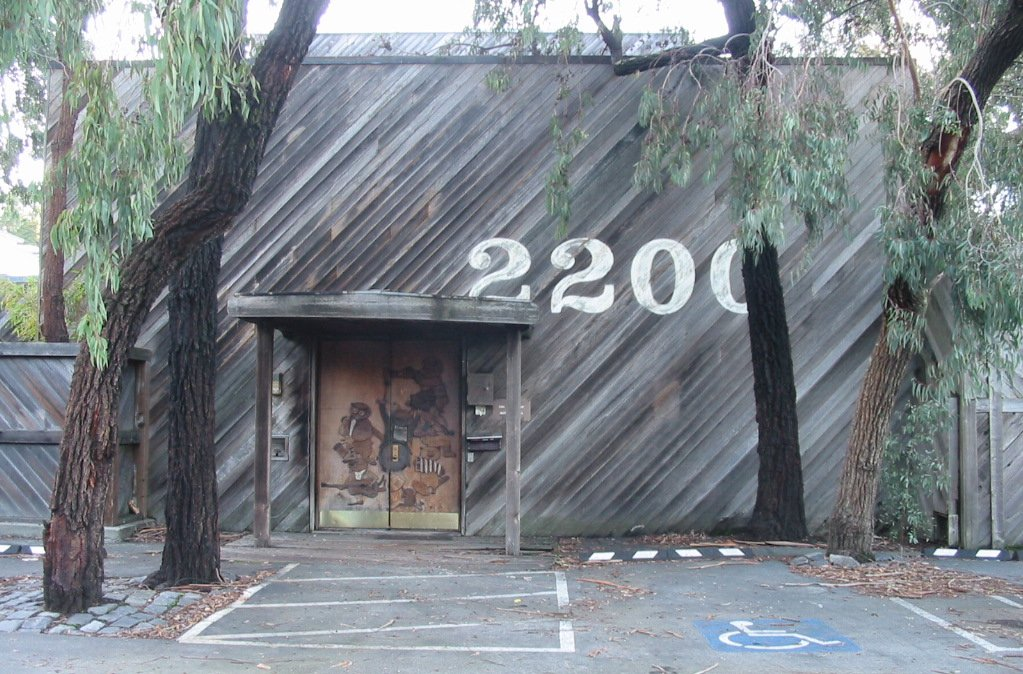
Phòng thu Record Plant bằng gỗ và không có cửa sổ ở Sausalito tại địa chỉ 2200 Bridgeway

Tháng 2 năm 1976, Fleetwood Mac có mặt tại phòng thu Record Plant ở Sausalito, California cùng với 2 kỹ thuật viên là Ken Caillat và Richard Dashut. Công việc sản xuất được san sẻ giữa các thành viên, song Caillat là người chịu trách nhiệm chính về mặt kỹ thuật: ông đã chấp nhận vắng mặt tại phòng thu Wally Heider Studios ở Los Angeles sau khi nhận được lời đề nghị hỗ trợ từ ban nhạc. Hệ thống ở Sausalito được cấu trúc từ nhiều phòng thu nhỏ xây bằng gỗ, không có cửa sổ và được bố trí rải rác rộng khắp. Vài thành viên đã than phiền về việc này và đề nghị thu âm tại nhà một ai đó, song Fleetwood đã không đồng ý. Christine McVie và Nicks quyết định thuê 1 phòng đôi gần khu cảng của thành phố, trong khi các thành viên nam thì ở lại những phòng còn trống của phòng thu ở trên đồi. Việc thu âm được thực hiện trong căn phòng rộng 54m² trong đó có chiếc máy thu âm 3M 24-băng, rất nhiều micro chất lượng tốt, hệ thống API với equaliser 550A – những thiết bị chủ yếu để điều chỉnh khác biệt về âm sắc trong những ca khúc.
Nhan đề album ban đầu được lựa chọn là Yesterday's Gone. Buckingham được giao phụ trách về chuyên môn để đảm bảo có một "album nhạc pop". Theo Dashut, trong khi Fleetwood và gia đình McVie dự định thực hiện theo hơi hướng blues rock thì tay guitar chính của nhóm đã hình dung ra "cốt lõi của một sản phẩm thu âm". Trong quá trình thử nghiệm và dàn dựng các sáng tác, Buckingham và Christine McVie đã cùng nhau chơi guitar và piano để tạo nên bộ khung cho album. Khi tất cả bắt đầu chơi nháp, Fleetwood thường chơi trống riêng ở ngoài phòng thu nhằm đảm bảo cho Caillat và Dashut có cảm nhận tốt hơn về từng ca khúc. Bộ phận kích rung được đặt xung quanh dàn trống và gần John McVie – người được bố trí chơi bass ngay bên cạnh Fleetwood. Buckingham đã chuẩn bị sẵn những đoạn chơi guitar nền, trong khi phần keyboard của Christine McVie được thu riêng ngoài phần chơi trống. Caillat và Dashut mất tới 9 ngày chỉ để bố trí các micro và ampli sao cho có được thứ âm thanh tốt nhất, trước khi họ phát hiện ra rằng họ có thể chỉnh sửa hiệu quả hơn với hệ thống chỉnh âm API.
Khi bắt đầu tiến hành thu âm album, những mối quan hệ cá nhân của các thành viên cũng bắt đầu rạn nứt và ảnh hưởng tiêu cực tới Fleetwood Mac. Ban nhạc không gặp gỡ hoặc hoạt động về mặt xã hội sau khi rời khỏi phòng thu. Cùng lúc đó, làn sóng hippie vừa tràn tới Sausalito, trong khi các loại chất kích thích thì vốn đã được bày bán mọi nơi. Ngân quỹ rủng rỉnh đã biến cả nhóm và toàn bộ ê-kíp trở nên sa đọa, chơi bời thâu đêm và lạm dụng cocaine suốt quá trình sản xuất album. Chris Stone, một trong những người quản lý Record Plant, nói vào năm 1997 rằng Fleetwood Mac đã "vượt qua giới hạn của việc tốn kém" khi sử dụng phòng thu quá lâu và suốt một thời gian quá dài. Ông nhấn mạnh: "Ban nhạc thường tới đây vào lúc 7 giờ tối, cùng nhau ăn một bữa lớn rồi tiệc tùng cho tới 1-2 giờ sáng. Khi mà họ đã mệt lử và chẳng thể làm được gì thêm nữa thì họ bắt đầu thu âm."
~ Christine McVie
Nicks cho rằng Fleetwood Mac chỉ có thể thực hiện được thứ âm nhạc tốt nhất trong những hoàn cảnh tồi tệ nhất, trong khi theo Buckingham, sự căng thẳng giữa các thành viên đã góp phần đẩy nhanh quá trình hoàn thiện, dẫn tới "thành quả chung tốt hơn hẳn việc tổng hợp từng công việc rời rạc". Bộ đôi trên cũng trở nên "nóng lạnh" sau mỗi lần tan hợp, cho dù Buckingham vẫn trực tiếp sửa đổi các ca khúc của Nicks và "biến chúng trở nên tuyệt đẹp". Phần giọng hòa âm của bộ đôi với Christine McVie là hoàn hảo khi ban nhạc đã sử dụng tất cả những loại micro tân tiến nhất. Phần lời viết bởi Nicks góp phần làm nổi bật phần chơi của các nhạc cụ khi cô chủ ý viết chúng một cách mập mờ và trừu tượng. Theo Dashut, tất cả các bản thu được thực hiện với "cảm xúc và cảm nhận của một người ngoài cuộc... hay một người hòa giải". John McVie đã có nhiều tranh cãi với Buckingham trong việc dàn dựng ca khúc, song cả hai đều dễ dàng thống nhất được cách hiệu quả nhất. Ca khúc "Songbird" của Christine mà Caillat đề nghị thu âm theo âm hưởng của nhà hát đã được thực hiện suốt 1 đêm ròng tại hội trường của nhà hát Zellerbach, thuộc khuôn viên Đại học California tại Berkeley, phía bên kia Vịnh San Francisco.
Sau gần 2 tháng tại Sausalito, Fleetwood thu xếp một tour diễn ngắn 10 ngày để ban nhạc nghỉ ngơi cũng như giao lưu với người hâm mộ. Sau đó, việc thu âm được tiếp tục ở Los Angeles, trong đó có cả phòng thu Wally Heider Studios. Christine McVie và Nicks vắng mặt tại hầu hết các buổi thu và chỉ có mặt khi ban nhạc muốn có thêm phần hát bè hoặc chỉnh sửa. Các thành viên còn lại, cùng Caillat và Dashut, bắt đầu tiến hành quá trình ghi đè và trộn âm sau khi một vài cuốn băng thâu ở Sausalito bị lỗi do bị sử dụng quá nhiều lần trong suốt quá trình thu âm; hầu hết tiếng trống kick và trống mặt đều "không tồn tại". Tour diễn mùa thu vòng quanh nước Mỹ vốn đã được bán cháy vé buộc phải hủy bỏ nhằm hoàn thiện album khi mà kỳ hạn tháng 9 năm 1976 đã tới gần. Một chuyên gia đã được thuê để chỉnh sửa những cuốn băng ở Sausalito bằng một máy chỉnh dao động chuyên dụng. Với một chiếc tai nghe đặc biệt trong đó cuộn băng lỗi được bật bên tai trái còn phần chỉnh âm tạm thời bên tai phải, kỹ thuật viên này đã điều chỉnh tốc độ bằng những dụng cụ khắc biểu kết hợp với cách chơi nhạc cụ gảy và hi-hat trong từng ca khúc. Fleetwood Mac cùng 2 nhà sản xuất mong muốn một sản phẩm "không phân biệt", tới mức mỗi ca khúc đều có tiềm năng trở thành đĩa đơn. Sau khi hoàn tất quá trình chỉnh âm và cùng nhau nghe lại lần lượt từng ca khúc, các thành viên của nhóm có cảm nhận rằng họ vừa thực hiện một sản phẩm "vô cùng đặc biệt".

## Sáng tác

### Ca từ
Bộ 3 sáng tác chính của ban nhạc—Buckingham, Christine McVie và Nicks—thường làm việc riêng rẽ với từng ca khúc, song đôi lúc cũng trao đổi lẫn nhau về phần ca từ. "The Chain" là bài hát duy nhất của album mà tất cả các thành viên, gồm cả Fleetwood và John McVie, cùng tham gia sáng tác. Tất cả các ca khúc của Rumours đều ít nhiều nói về những mối quan hệ cá nhân, và cả những vấn đề rắc rối với nó. Theo Christine McVie, ban nhạc rất muộn về sau mới nhận ra rằng những người viết lời đã chú tâm quá nhiều tới những cuộc chia tay. "You Make Loving Fun" là ca khúc mà Christine viết cho người từng là bạn đời của mình – thủ lĩnh của Fleetwood Mac – sau khi cô quyết định chấm dứt với John. Ca khúc "Dreams" của Nicks nói về cuộc chia tay với đầy hi vọng, trong khi sáng tác của Buckingham "Go Your Own Way" thì mang nhiều nét bi quan hơn. Sau một cuộc tình ngắn ngủi với một người phụ nữ từ New England, Buckingham đã viết nên "Never Going Back Again", một ca khúc mà anh muốn chối từ mọi cảm xúc buồn rầu khi đang hài lòng với cuộc sống hiện tại. Câu hát "Been down one time/ Been down two times" được anh lấy cảm hứng từ những nỗ lực tán tỉnh phụ nữ.
"Don't Stop" là một sáng tác đầy lạc quan của Christine McVie. Cô cũng chú thích rằng Buckingham đã giúp đỡ cô viết 2 đoạn vào chính khi cô đang quá bị cảm xúc chi phối. Ca khúc tiếp theo của Christine, "Songbird", với phần ca từ giàu tính nội tâm hơn "không dành cho ai và dành cho tất cả mọi người" được viết dưới dạng "một lời nguyện cầu". "Oh Daddy", ca khúc cuối cùng của cô trong album, được dành cho Fleetwood và vợ Jenny Boyd sau khi họ quay lại với nhau (biệt danh của Fleetwood trong nhóm là "The Big Daddy"). Christine McVie cho rằng việc viết ca khúc này mang chút tính mỉa mai và nhấn mạnh vào những định hướng xuất sắc của anh cho ban nhạc. Nicks đóng góp câu hát cuối cùng trong bài hát này "And I can't walk away from you, baby/ If I tried". Sáng tác của riêng cô, "Gold Dust Woman", được lấy cảm hứng từ cuộc sống ở Los Angeles và những khó khăn khi phải chuyển tới sống ở một thành phố lớn. Sau khi vật lộn với đời sống nhạc rock, Nicks bắt đầu nghiện cocaine, và phần ca từ đã cho thấy rõ niềm tin "tiếp tục vươn lên" của cô.

### Âm nhạc
Rumours là sự hòa trộn của các nhạc cụ điện và mộc. Phần chơi guitar của Buckingham cùng với phần chơi Fender Rhodes piano và Hammond B-3 organ của Christine McVie xuất hiện trong tất cả các ca khúc. Phần thu âm bao gồm nhiều đoạn phách mạnh được nhấn mạnh bởi tiếng trống, theo kèm là những nhạc cụ định âm khác như conga hay maracas. Ca khúc mở đầu "Second Hand News" được phát triển từ một bản demo mộc có tên "Strummer". Sau khi nghe "Jive Talkin'" của Bee Gees, Buckingham và nhà sản xuất Dashut đã cùng phát triển thêm bản demo này với 4 đoạn thu cùng guitar điện, cố gắng định âm theo phong cách celtic rock. "Dreams" bao gồm "những không gian tinh khiết" và được hòa âm với 2 nốt bè bass. Nicks sáng tác nên ca khúc này chỉ trong 1 buổi chiều và quyết định hát chính, trong khi ban nhạc chơi phía sau. Ca khúc thứ ba của album, "Never Going Back Again" có tên ban đầu "Brushed" khi nó vốn chỉ là một đoạn chơi guitar acoustic của Buckingham được đệm bằng tiếng chổi lông quét trên mặt trống, và ban nhạc sau đó quyết định cho thêm phần hát và các phần chơi nhạc cụ khác góp phần làm cho ca khúc trở nên đầy đặn hơn. "Don't Stop" được lấy cảm hứng từ nhịp triple step, ca khúc được hòa âm bởi các nhạc cụ mộc cùng tack piano. Nhạc cụ này được cấu trúc bằng cách chèn một miếng bịt giữa bộ dây và búa gõ, góp phần làm cho âm thanh gọn gàng hơn. "Go Your Own Way" sử dụng nhiều guitar hơn và mang nhịp four-to-the-floor mà ban nhạc bắt chước từ ca khúc "Street Fighting Man" của The Stones. Album trở nên chậm rãi hơn với ca khúc "Songbird" mà Christine McVie chơi chiếc đại dương cầm 9-quãng của hãng Steinway.
Mặt B của Rumours được bắt đầu với "The Chain", một trong những bản thu phức tạp nhất sự nghiệp ban nhạc. Một bản demo mang tên "Keep Me There" của Christine McVie, cùng với đó là một đoạn nhạc chỉnh sửa ở phòng thu của Nicks đã trở thành phần cứng của bài hát. Toàn bộ ban nhạc đã cùng nhau viết phần còn lại nhằm biến ca khúc mang dáng dấp của một bản nhạc nền phim; John McVie đã sử dụng chiếc fretless guitar bass góp phần đẩy nhanh nhịp, đặc biệt để bắt đầu đoạn thứ 3 cũng là đoạn kết thúc ca khúc. "You Make Loving Fun" được lấy cảm hứng từ nhạc R&B và sử dụng clavinet – một loại keyboard vô cùng đặc biệt – trong khi phần nhịp được giữ bởi phần chơi nốt và bass đan xen. Ca khúc thứ 9, "I Don't Want to Know", được chơi với chiếc guitar 12-dây. Lấy cảm hứng từ Buddy Holly, Buckingham và Nicks đã viết nên ca khúc này vào năm 1974, tức là trước cả khi họ gia nhập Fleetwood Mac. "Oh Daddy" được phác thảo với phần chơi bass tự phát bởi John và những nốt điểm xuyết bởi Christine McVie. Album kết thúc với "Gold Dust Woman", một ca khúc được lấy cảm hứng từ free jazz, trong đó sử dụng harpsichord, guitar Fender Stratocaster và dobro – một loại guitar đặc biệt mà âm thanh được bồi âm hoàn toàn từ kim loại.

## Danh sách ca khúc
| Mặt A | Mặt A                    | Mặt A              | Mặt A      |
| STT   | Nhan đề                  | Sáng tác           | Thời lượng |
| ----- | ------------------------ | ------------------ | ---------- |
| 1.    | "Second Hand News"       | Lindsey Buckingham | 2:44       |
| 2.    | "Dreams"                 | Stevie Nicks       | 4:14       |
| 3.    | "Never Going Back Again" | Lindsey Buckingham | 2:15       |
| 4.    | "Don't Stop"             | Christine McVie    | 3:12       |
| 5.    | "Go Your Own Way"        | Lindsey Buckingham | 3:38       |
| 6.    | "Songbird"               | Christine McVie    | 3:21       |

| Mặt B | Mặt B                  | Mặt B                                                         | Mặt B      |
| STT   | Nhan đề                | Sáng tác                                                      | Thời lượng |
| ----- | ---------------------- | ------------------------------------------------------------- | ---------- |
| 7.    | "The Chain"            | L. Buckingham, Mick Fleetwood, C. McVie, John McVie, S. Nicks | 4:16       |
| 8.    | "You Make Loving Fun"  | Christine McVie                                               | 3:31       |
| 9.    | "I Don't Want to Know" | Stevie Nicks                                                  | 3:15       |
| 10.   | "Oh Daddy"             | Christine McVie                                               | 3:58       |
| 11.   | "Gold Dust Woman"      | Stevie Nicks                                                  | 5:02       |

Cassette
Bản cassette phát hành gốc có thứ tự ca khúc khi đổi chỗ "Second Hand News" và "I Don't Want to Know".
Silver Springs
"Silver Springs" (4:48), một ca khúc của Nicks, được thu âm cùng lúc và được dự định cho vào trong Rumours. Đây chính là mặt B của đĩa đơn "Go Your Own Way" và sau này được cho thêm vào các ấn bản tái bản.
Ấn bản tái bản năm 2001
Ấn bản DVD của Rumours được phát hành vào năm 2001 bao gồm cả "Silver Springs" (ca khúc thứ 6, trong "Songbird" trở thành ca khúc thứ 12), theo kèm là những bài phỏng vấn ngắn các thành viên về quá trình thu âm từng ca khúc.
Ấn bản tái bản năm 2004
Warner Bros. cho phát hành bản chỉnh âm vào năm 2004 với việc chèn ca khúc "Silver Springs" giữa "Songbird" và "The Chain". Ấn bản bao gồm nhiều bức ảnh bổ sung và kèm với đó là những dòng phụ chú chi tiết hơn. Rhino Entertainment cũng đưa bản tái bản này vào trong ấn bản bao gồm đĩa demo, nháp và thu âm thử.
| 2004 Bonus | 2004 Bonus                                     | 2004 Bonus                                | 2004 Bonus |
| STT        | Nhan đề                                        | Sáng tác                                  | Thời lượng |
| ---------- | ---------------------------------------------- | ----------------------------------------- | ---------- |
| 1.         | "Second Hand News"                             | Buckingham                                | 2:47       |
| 2.         | "Dreams"                                       | Nicks                                     | 4:21       |
| 3.         | "Brushes (Never Going Back Again)" (không lời) | Buckingham                                | 2:50       |
| 4.         | "Don't Stop"                                   | C. McVie                                  | 3:33       |
| 5.         | "Go Your Own Way"                              | Buckingham                                | 3:06       |
| 6.         | "Songbird"                                     | C. McVie                                  | 3:11       |
| 7.         | "Silver Springs"                               | Nicks                                     | 6:07       |
| 8.         | "You Make Loving Fun"                          | C. McVie                                  | 4:56       |
| 9.         | "Gold Dust Woman No. 1"                        | Nicks                                     | 5:02       |
| 10.        | "Oh Daddy"                                     | C. McVie                                  | 3:58       |
| 11.        | "Think About It"                               | Nicks                                     | 2:55       |
| 12.        | "Never Going Back Again"                       | Buckingham                                | 1:56       |
| 13.        | "Planets of the Universe"                      | Nicks                                     | 3:18       |
| 14.        | "Butter Cookie (Keep Me There)"                | C. McVie                                  | 2:11       |
| 15.        | "Gold Dust Woman"                              | Nicks                                     | 5:01       |
| 16.        | "Doesn't Anything Last"                        | Buckingham                                | 1:10       |
| 17.        | "Mic the Screecher" (jam)                      | Fleetwood                                 | 0:59       |
| 18.        | "For Duster (The Blues)" (jam)                 | Buckingham, Fleetwood, C. McVie, J. McVie | 4:26       |

Ấn bản tái bản năm 2011
Năm 2011, Warner Music Nhật Bản cho phát hành album trong ấn bản Super Audio CD trong đó "Silver Springs" là ca khúc số 6, còn "Songbird" là ca khúc số 12.
Ấn bản kỷ niệm 35 năm phát hành
Warner Bros. và Rhino Entertainment đều cho tái bản album nhân dịp 35 năm phát hành dưới nhiều ấn bản khác nhau – một tuyển tập bao gồm đĩa than gốc, không bao gồm "Silver Springs", được ra mắt vào ngày 16 tháng 4 năm 2011; bản CD chỉnh âm, vẫn không có ca khúc "Silver Springs", được phát hành vào ngày 31 tháng 1 năm 2012; và 2 box set được phát hành vào ngày 29 tháng 1 năm 2013.
Ấn bản Expanded Edition bao gồm 3 CD:
- Album gốc cộng thêm ca khúc "Silver Springs".
- 12 bản thu âm trực tiếp chưa từng phát hành được thực hiện tại phòng thu vào năm 1977.
- 16 bản demo, thu nháp và thu âm thử chưa từng phát hành.

Ấn bản Deluxe Edition (đôi khi còn được gọi là "super deluxe") bao gồm 4 CD, 1 DVD, và 1 đĩa than:
- Tổng hợp 40 ca khúc trong tất cả các ấn bản.
- 18 bản demo, thu nháp và thu âm thử nằm trong ấn bản tái bản năm 2004.
- The Rosebud Film, bộ phim tài liệu năm 1977 của Michael Collins.
- Album gốc ở định dạng đĩa than.

## Phát hành
Mùa thu năm 1976 ngay trong quá trình thu âm, Fleetwood Mac đã trình diễn vài ca khúc của Rumours tại nhà hát Universal ở Los Angeles. John McVie đề xuất tên gọi cho album vì anh có cảm giác ban nhạc đang viết "báo và nhật ký" của mỗi thành viên qua âm nhạc. Hãng Warner Bros. công bố lịch phát hành cụ thể với báo chí vào tháng 12 và cho ra mắt "Go Your Own Way" làm đĩa đơn quảng bá vào tháng 1 năm 1977. Chiến dịch rầm rộ mà hãng từng thành công với album Fleetwood Mac (1975) qua việc liên hệ với hơn chục hãng đài AM và FM trải khắp nước Mỹ đã góp phần tạo nên sự chú ý với Rumours. Cùng lúc, album đã phá kỷ lục của Warner Bros. với 800.000 đĩa được đặt hàng trước.
Rumours được phát hành vào ngày 4 tháng 1 năm 1977 tại Mỹ, và 1 tuần sau đó tại Anh. Phần bìa album chụp hình Fleetwood và Nicks trong trang phục nhân vật "Rhiannon", trong khi phần bìa mặt sau là hình chụp toàn bộ ban nhạc; tất cả những bức hình này được thực hiện bởi Herbert Worthington. Ngày 28 tháng 2, sau khi chơi tại phòng thu SIR Studios ở Los Angeles, Fleetwood Mac bắt đầu tour diễn vòng quanh nước Mỹ kéo dài 7 tháng. Nicks nhớ lại rằng sau khi trình diễn Rumours, ban nhạc ban đầu nhận được những phản ứng khá tiêu cực từ người hâm mộ khi họ chưa thể tiếp nhận được những chất liệu mới. Một buổi diễn vào tháng 3 đã được dành cho việc xung quỹ cho Thượng nghị sĩ Birch Bayh từ Indiana, sau đó ban nhạc thực hiện tour diễn vòng quanh châu Âu bao gồm Anh, Hà Lan, Pháp và Đức vào tháng 4. Nigel Williams của tạp chí Uncut đã gọi buổi trình diễn của Fleetwood Mac là "sản phẩm soap opera xuất sắc nhất". "Dreams", được phát hành vào tháng 6 năm 1977, là đĩa đơn quán quân Billboard Hot 100 duy nhất của ban nhạc.
Siêu ấn bản 5.1 DVD-Audio được phát hành vào năm 2001, và vào tháng 9 năm 2011, một ấn bản 5.1 Super Audio CD được phát hành bởi Warner Japan thuộc chuỗi sản phẩm The Warner Premium Sound của họ.

## Thành công thương mại
Rumours nhanh chóng có được thành công thương mại vang dội, và trở thành album quán quân thứ 2 tại Mỹ của ban nhạc, sau album Fleetwood Mac năm 1975. Album tổng cộng có 35 tuần không liên tục đứng đầu Billboard 200, cùng với đó là quán quân tại Úc, Canada và New Zealand. Tháng 5 năm 2011, album trở lại Billboard 200 ở vị trí số 11, và ARIA Charts với vị trí số 2, trong khi rất nhiều ca khúc của album đã được chọn cho tập phim có tên "Rumours" của serie truyền hình Glee. Album nhận được chứng chỉ Bạch kim tai Anh và Mỹ chỉ trong chưa đầy 1 tháng, tương đương với 300.000 đĩa được bán tại mỗi quốc gia trên. Cả ba tạp chí danh giá là Billboard, Cash Box, và Record World đều gọi đây là "Album của năm 1977". Khởi đầu với vị trí số 3, Rumours giành lấy vị trí số 1 tại UK Albums Chart vào tháng 1 năm 1978, trở thành album quán quân đầu tiên của Fleetwood Mac tại đây. Vào tháng 2 cùng năm, ban nhạc và 2 nhà sản xuất Caillat và Dashut cùng được trao Giải Grammy cho Album của năm. Tới tháng 3, album đã bán được tổng cộng 10 triệu bản trên toàn thế giới, trong đó có 8 triệu bản chỉ riêng tại Mỹ.
Tới năm 1980, 13 triệu bản của Rumours đã được bán trên toàn thế giới, và con số này nâng lên thành 20 triệu vào năm 1987. Vào thời điểm Fleetwood Mac tái hợp vào năm 1997, album đã đạt ngưỡng 25 triệu bản. Doanh thu tiếp tục đạt cột mốc 30 triệu vào năm 2004 và 40 triệu vào năm 2010. Tính tới năm 2012, Rumours đã có tổng cộng 488 tuần có mặt trong top 100 tại Anh và là album bán chạy thứ 14 lịch sử âm nhạc quốc gia này, cùng với đó là chứng chỉ 11x Bạch kim bởi Hiệp hội Công nghiệp ghi âm Anh, tương đương với 3 triệu đĩa bán ra tại đây. Album cũng nhận được danh hiệu 19x Bạch kim từ Hiệp hội Công nghiệp ghi âm Hoa Kỳ tương đương với 19 triệu đĩa bán tại Mỹ vào năm 2012, đứng thứ 6 trong danh sách album bán chạy nhất mọi thời đại tại đây (tính theo chỉ số doanh thu). Album cũng được nhận chứng chỉ 2x Kim cương bởi Music Canada với 2 triệu đĩa đã bán, 13x Bạch kim bởi Hiệp hội Công nghiệp ghi âm Úc tương đương với 900.000 đĩa bán. Năm 2006, Rumours cũng nhận chứng chỉ 5x Vàng từ BVMI với 1,25 triệu đĩa được bán tại Đức.

## Đón nhận của công chúng

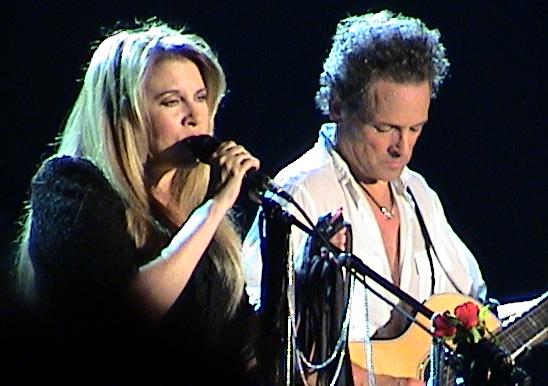
Nicks và Buckingham, ảnh chụp trong buổi diễn của ban nhạc năm 2003

Rumours nhận được rất nhiều đánh giá tích cực ngay khi mới phát hành. Robert Christgau trong bài viết trên tờ The Village Voice dành cho album điểm "A" với lời miêu tả "cô đọng hơn và kỳ lạ hơn" sản phẩm trước của ban nhạc. Ông cũng nhấn mạnh rằng album "đi thẳng vào tâm hồn bạn". John Swenson của tạp chí Rolling Stone cho rằng sự hòa hợp giữa giọng ca của 3 ca sĩ chính là một trong những điểm hoàn hảo của album này. Ông viết: "Dù có nhiều vấn đề gây trì hoãn trong quá trình thu âm album, Rumours đã chứng minh rằng thành công của Fleetwood Mac không phải là ăn may." John Rockwell của tờ The New York Times đánh giá đây là "một album gây mê mẩn, hoặc ít nhất là thứ khiến cho công chúng có thể hi vọng như vậy". Cây viết Robert Hilburn của Los Angeles Times lại khá dè dặt về album khi cho rằng đây là "một bản thu không hài hòa đầy thất vọng", trong khi Juan Rodriguez từ The Gazette thì cho rằng nếu như âm nhạc đã trở nên "linh hoạt và rõ ràng hơn" thì những ý tưởng của Fleetwood Mac lại "có chút lộn xộn hơn". Album được xếp hạng 4 theo độc giả mục Pop & Jazz của tờ The Village Voice cho album của năm 1977 với phiếu bầu của hơn 100 người tham gia bình chọn.
Cùng quan điểm trên, nhà phê bình Stephen Thomas Erlewine của Allmusic dành tặng album 5 sao tuyệt đối, cho rằng không kể tới những vấn đề liên quan, bản thu rõ ràng là "một sản phẩm bom tấn chưa từng có" về mặt chất lượng âm nhạc; ông kết luận, "Mỗi hợp âm, mỗi câu chữ đã chứa đựng sự thô sơ của nó, một thứ cảm xúc trực tiếp – đó cũng chính là lý do vì sao Rumours đã chạm tới tất cả mọi xúc cảm ngay khi được phát hành vào năm 1977, và vượt qua thời gian để trở thành một trong những album nhạc pop vĩ đại và nổi bật nhất." Cùng dành 5 sao cho phần đánh giá album, Barry Walsh từ Slant Magazine đề cao việc Fleetwood Mac đã biến những trục trặc trong tình cảm cá nhân trở thành "thứ nhạc pop kinh điển, bất tử". Năm 2007, Daryl Easlea từ BBC đã gọi những thành tựu về mặt âm thanh "gần như hoàn hảo", "cứ như hàng ngàn thiên thần đang tới hôn bạn lên cánh tay vậy", trong khi Patrick McKay từ Slant Magazine viết "Thứ làm nổi bật Rumours – thứ được gọi là nghệ thuật – đó chính là sự đối lập giữa vẻ ngoài tươi vui với những trái tim đau khổ của họ. Và đây một bản thu hoàn hảo của sự tức giận, những lời cáo buộc và cả sự mất mát." Rikky Rooksby, tác giả của cuốn The Complete Guide to the Music of Fleetwood Mac, giải thích về thành công của album như "viên kim cương được đẽo gọt cả trăm mặt. Khi bạn đưa nó trước ánh sáng, những tia phản chiếu sẽ làm bạn chói lòa." Rooksby cũng nói thêm rằng album "tập hợp những ca khúc thương mại với giai điệu soft-rock theo nguồn cảm hứng âm nhạc phát thanh. Nó cũng không quá lạm dụng phần guitar solo, phần chơi của nhạc cụ mộc là những điểm sáng kết tinh, ngoài ra còn có những hòa âm từ bờ Tây của những tiền bối như The Beach Boys/Mamas and Papas/The Eagles, cùng với đó là 3 giọng ca vô cùng khỏe khoắn. Đây là một sản phẩm soap-opera 12": lấy chủ đề từ những mối quan hệ cá nhân, ở đó còn có những điều hơn cả mong đợi." Cuối cùng, ông kết luận "chưa có một điều gì giàu tính âm nhạc tới vậy".
Trong bài viết vào năm 2013, nhà phê bình âm nhạc Jessica Hopper đặt album trong hoàn cảnh lịch sử của nó như một bản thu chứa đựng "sự dễ dãi và cả quyền lợi của cả thập niên 70 qua những hòa âm xuất sắc. Theo thời gian, những quyền cá nhân vốn bị gò bó bởi biển động xã hội đã được giải phóng qua tính tự do của chủ nghĩa khoái lạc." Hooper cũng đánh giá sản phẩm như "lời chia tay ngọt ngào bóng bẩy cho phong trào hippie mà không quan tâm rằng thời kỳ xa xưa của thứ tình yêu hồn nhiên đã đổi thay và không bao giờ trở lại nữa."

### Ấn bản kỷ niệm 35 năm phát hành
| Đánh giá chuyên môn  | Đánh giá chuyên môn |
| Điểm trung bình      | Điểm trung bình     |
| Nguồn                | Đánh giá            |
| -------------------- | ------------------- |
| Metacritic           | 99/100              |
| Nguồn đánh giá       |                     |
| Nguồn                | Đánh giá            |
| American Songwriter  | [ 85 ]              |
| Consequence of Sound | [ 86 ]              |
| The Independent      | [ 87 ]              |
| Mojo                 | [ 88 ]              |
| Paste                | 9.0/10              |
| PopMatters           | 7/10                |
| Pitchfork            | 10/10               |
| Rolling Stone        | [ 92 ]              |
| Uncut                | 9/10                |
| Under the Radar      | [ 94 ]              |

Metacritic cho phép đánh giá album thông qua điểm số trung bình cùng những lời nhận xét từ người hâm mộ và các chuyên gia về ấn bản kỷ niệm 35 năm phát hành. Điểm số có được là một kỷ lục đáng kinh ngạc 99/100. Steven Rosen trên tờ American Songwriter gọi đây là bản thu "mượt mà nhất của ban nhạc" trong đó "gửi gắm với trái tim và những vết cắt ẩn chứa trong những câu chuyện tình thất bại và trong những chuyện lùm xùm của các thành viên với thứ tâm hồn tự do, thứ tình yêu tự do của những năm 70." Jon Hadusek của Consequence of Sound cho rằng album vẫn "sống mãi" khi ông nhận thấy "thứ làm cho Rumours trở nên đặc biệt và nổi bật đó chính là việc nó vẫn giữ cho mình sự mong manh và cuốn hút tới mãi 35 năm sau". Andy Grill từ tờ The Independent tỏ ra thích thú với "chất lượng trường tồn" của album và quả quyết rằng nó "cùng với The Eagles Greatest Hits chính là thương hiệu của nhạc rock Mỹ thập niên 70, thứ tinh hoa của phong trào phản văn hóa mà tư tưởng của nó bị thấm nhuần bởi những khoái lạc từ ma túy." Trên tạp chí Mojo, James McNair nhận xét rằng "Rumours luôn nhắc chúng ta phải tiếp tục say mê họ." Ryan Reed của tạp chí Paste cho rằng album là "thứ pha trộn duy nhất giữa sự mạnh mẽ, niềm vui, sự bí ẩn và tính cơ bắp", và đó cũng là lý do vì sao album "xứng đáng với mọi sự tôn trọng về bản tái bản lãng phí và không cần thiết này, một biểu tượng của nhạc pop."
Cây bút Jessica Hopper từ Pitchfork Media cho rằng đây là "một trong những album cơ bản của nhạc rock", "một bản thu hoàn chỉnh được lấy cảm hứng từ những trục trặc của cuộc sống thực tế" và "nó thành công hơn bất kể một sản phẩm nào khác được thực hiện theo cách tương tự". Ngoài ra, Hopper cũng đánh giá "Rumours không chỉ là thứ tạo bước ngoặt, đơn giản nó là hoàn hảo." Trên tạp chí Rolling Stone, Jody Rosen thuật lại việc thính giả từng tìm mua album "bởi những vinh quang – thứ hòa trộn kỳ lạ của làn sóng pop, của nhạc rock thập niên 50 với những hòa âm từ thiên đường" và cho rằng "những khám phá quan trọng về Rumours chính là hậu trường thực hiện album, điển hình là đoạn demo solo-piano của Christine McVie trong ca khúc "Songbird"." Piers Martin từ tờ Uncut cho rằng "với tất cả những thứ lòe loẹt và nhồi nhét trong ấn phẩm này, chiếc đĩa khiến bạn phải bật đi bật lại sẽ là một trong những album tuyệt vời nhất của cuộc đời bạn", một album với "câu chuyện bên lề đầy kinh ngạc vượt qua cả những cảm xúc rối loạn và mơ màng, không ngừng kể lại những chi tiết đầy ham muốn, rõ ràng không thể nào có thể cuốn hút hơn." Trên tạp chí Under the Radar, Frank Valish nhận xét ấn bản tái phát hành đã "tái hiện lại album gốc, với những câu chuyện và chân lý của nó". Tuy nhiên, John Bergstorm của PopMatters lại tin rằng "mỗi ca khúc là một kiểu mở-rồi-đóng, nút-thắt, kết-thúc cho sự hoàn hảo của pop-rock", cũng chính vì thế ông kết luận "ấn bản với những đĩa hát trực tiếp và thu nháp rõ ràng là không cần thiết."

## Tôn vinh
Mick Fleetwood gọi Rumours là "album quan trọng nhất mà chúng tôi từng thực hiện", bởi vì thành công của nó là tiền đề để ban nhạc tiếp tục thu âm cùng nhau những năm sau đó. Nhà nghiên cứu văn hóa Chuck Klosterman liên hệ thành công của album với "những ca khúc thực sự dễ thương" của nó, mặt khác cũng nhấn mạnh rằng "không có một ý tưởng vĩ đại nào" được họ quan tâm từ đầu. Tờ The Guardian đối chiếu vào năm 1997 tất cả những đánh giá từ những nhà chuyên môn, nghệ sĩ, DJ và xếp hạng album ở vị trí số 78 trong danh sách "100 album vĩ đại nhất". Năm 1998, Fleetwood cho ra mắt album Legacy: A Tribute to Fleetwood Mac's Rumours, bao gồm các ca khúc của album gốc trong đó có những phần bìa dành riêng cho chúng. Những nghệ sĩ từng ảnh hưởng bởi album này bao gồm ban nhạc alternative rock Tonic, Matchbox 20, hay Goo Goo Dolls, nhóm Celtic rock The Corrs hay The Cranberries, cùng nhiều nhạc sĩ như Elton John, Duncan Sheik, và Jewel. Ngoài ra còn có thể kể tới nghệ sĩ baroque pop Tori Amos, ban nhạc hard rock Saliva và nhóm indie rock Death Cab for Cutie.
~ Chuck Klosterman năm 2004, trong lời bình luận về album
Năm 1996, tạp chí Q xếp Rumours ở vị trí số 3, chỉ sau London Calling của The Clash và The Dark Side of the Moon của Pink Floyd, trong danh sách "50 album xuất sắc nhất thập niên 70". Năm 1999, tạp chí Vibe đưa album vào danh sách "100 album quan trọng nhất thế kỷ 20". Năm 2003, VH1 xếp Rumours ở vị trí số 16 trong danh sách "100 album vĩ đại nhất", trong khi Slant cũng đưa album vào trong danh sách "50 album quan trọng nhất". Cùng năm, USA Today xếp Rumours ở vị trí số 23 trong danh sách "Top 40 album" của họ, trong khi tạp chí danh giá Rolling Stone xếp album ở vị trí số 25 trong danh sách "500 album vĩ đại nhất" – thứ hạng cao nhất của Fleetwood Mac. Năm 2006, Rumours cũng có tên trong danh sách 100 album vĩ đại nhất của tạp chí TIME, còn tạp chí Mojo cũng đưa album vào trong danh sách "1970: Thập kỷ của những album vĩ đại". Rumours cũng có tên trong danh sách "1000 album phải nghe trước khi chết" của tờ The Guardian và cả trong cuốn sách 1001 Albums You Must Hear Before You Die. Bản tái bản năm 2013 được nhà phê bình Jessica Hopper của Pitchfork Media dành tặng điểm 10/10 và gọi đây là ấn bản tái bản xuất sắc nhất.
Năm 2011, serie phim truyền hình Glee thực hiện hẳn một tập có tên "Rumours" với 6 ca khúc nằm trong album. Tập phim nổi tiếng này khiến cộng đồng dành nhiều quan tâm hơn về album gốc và Rumours sau đó tái xuất hiện trong Billboard 200 ở vị trí số 11. Đây là sự quay trở lại ấn tượng nhất của một album từng được phát hành lâu năm, chỉ sau sự kiện Exile on Main St. của The Stones tái xuất tại Billboard ở vị trí số 2 vào ngày 5 tháng 6 năm 2010.

## Thành phần tham gia sản xuất
Fleetwood Mac
- Lindsey Buckingham – guitar, banjo, dobro, định âm, hát.
- Stevie Nicks – hát, sắc-xô.
- Christine McVie – keyboard, piano, Hammond organ, clavinet, hát.
- John McVie – bass.
- Mick Fleetwood – trống, định âm, harpsichord.

Sản xuất
- Ken Caillat – sản xuất, chỉnh âm, kỹ thuật viên âm thanh.
- Richard Dashut – sản xuất, kỹ thuật viên âm thanh.
- Cris Morris – kỹ thuật viên âm thanh.
- Ken Perry, Charlie Watts – chỉnh âm.

Thiết kế
- Desmond Strobel – thiết kế.
- Larry Vigon – thiết kế kiểu chữ.
- Herbert Worthington – ảnh bìa.

## Xếp hạng
| Bảng xếp hạng (1977–78)             | Vị trí cao nhất |
| ----------------------------------- | --------------- |
| Úc (Kent Music Report)              | 1               |
| Album Áo (Ö3 Austria)               | 25              |
| Canada (RPM 100 Albums)             | 1               |
| Album Hà Lan (Album Top 100)        | 7               |
| Pháp (SNEP)                         | 13              |
| Album New Zealand (RMNZ)            | 1               |
| Album Na Uy (VG-lista)              | 17              |
| Nhật Bản (Oricon)                   | 33              |
| Nam Phi (RiSA)                      | 1               |
| Album Thụy Điển (Sverigetopplistan) | 19              |
| Album Anh Quốc (OCC)                | 1               |
| Album Hoa Kỳ Billboard 200          | 1               |

## Chứng chỉ
| Quốc gia                                                                           | Chứng nhận   | Số đơn vị/doanh số chứng nhận |
| ---------------------------------------------------------------------------------- | ------------ | ----------------------------- |
| Úc (ARIA)                                                                          | 13× Bạch kim | 910.000^                      |
| Canada (Music Canada)                                                              | 2× Kim cương | 2.000.000^                    |
| Pháp (SNEP)                                                                        | Bạch kim     | 265,900                       |
| Đức (BVMI)                                                                         | 5× Vàng      | 1.250.000^                    |
| Hồng Kông (IFPI Hồng Kông)                                                         | Bạch kim     | 15,000*                       |
| Hà Lan (NVPI)                                                                      | Vàng         | 50.000^                       |
| New Zealand (RMNZ)                                                                 | 13× Bạch kim | 195.000^                      |
| Tây Ban Nha (PROMUSICAE)                                                           | Vàng         | 50.000^                       |
| Nam Phi (RiSA)                                                                     | Vàng         | 25,000*                       |
| Anh Quốc (BPI)                                                                     | 11× Bạch kim | 3.300.000^                    |
| Hoa Kỳ (RIAA)                                                                      | 2× Kim cương | 20.000.000^                   |
| * Chứng nhận dựa theo doanh số tiêu thụ. ^ Chứng nhận dựa theo doanh số nhập hàng. |              |                               |